# Championnat d'Andorre de football 2004-2005
Navigation
Saison précédente Saison suivante
La saison 2004-2005 de Primera Divisió est la dixième édition de la première division andorrane.
Lors de celle-ci, le FC Santa Coloma a tenté de conserver son titre de champion face aux sept meilleurs clubs andorrans lors d'une série de matchs se déroulant sur toute l'année.
Les huit clubs participants à la première phase de championnat ont été confrontés à deux reprises aux sept autres. Lors de la deuxième phase, les quatre premiers se sont affrontés deux fois de plus pour se disputer la victoire finale et les quatre derniers pour éviter la relégation.
C'est l'UE Sant Julià qui a été sacré champion d'Andorre pour la première fois de son histoire.
Deux places du championnat étaient qualificatives pour les compétitions européennes.

## Qualifications en coupe d'Europe
À l'issue de la saison, le champion s'est qualifié pour le 1er tour de qualification de la Coupe UEFA 2005-2006.
Le second du championnat s'est qualifié pour la Coupe Intertoto 2005.

## Les 8 clubs participants
| Club                    | Ville               |
| ----------------------- | ------------------- |
| Atlètic Club d'Escaldes | Escaldes-Engordany  |
| FC Encamp               | Encamp              |
| Inter Club d'Escaldes   | Escaldes-Engordany  |
| FC Lusitanos            | Andorre-la-Vieille  |
| CE Principat            | Andorre-la-Vieille  |
| FC Ranger's             | Andorre-la-Vieille  |
| FC Santa Coloma         | Andorre-la-Vieille  |
| UE Sant Julià           | Sant Julià de Lòria |

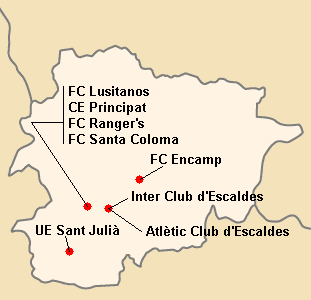
Localisation des clubs engagés dans le championnat.

En raison du peu de stades se trouvant sur le territoire d'Andorre, les matchs sont joués exclusivement à l'Estadi Nacional d'Aixovall d'une capacité de 1 500 places.

## Compétition

### Phase 1

#### Classement
Le classement est établi sur le barème de points classique (victoire à 3 points, match nul à 1, défaite à 0).
Pour départager les égalités, on tient d'abord compte de la différence de buts générale, puis du nombre de buts marqués, puis des confrontations directes et enfin si la qualification ou la relégation est en jeu, les deux équipes jouent une rencontre d'appui sur terrain neutre.
| Rang | Équipe                    | Pts | J  | G  | N | P  | Bp | Bc | Diff |
| ---- | ------------------------- | --- | -- | -- | - | -- | -- | -- | ---- |
| 1    | UE Sant Julià             | 39  | 14 | 13 | 0 | 1  | 42 | 8  | +34  |
| 2    | FC Ranger's               | 36  | 14 | 12 | 0 | 2  | 46 | 13 | +33  |
| 3    | FC Santa Coloma T C       | 33  | 14 | 11 | 0 | 3  | 43 | 15 | +28  |
| 4    | CE Principat              | 19  | 14 | 6  | 1 | 7  | 19 | 21 | -2   |
| 5    | Inter Club d'Escaldes     | 17  | 14 | 5  | 2 | 7  | 27 | 37 | -10  |
| 6    | FC Encamp                 | 8   | 14 | 2  | 2 | 10 | 11 | 32 | -21  |
| 7    | FC Lusitanos              | 7   | 14 | 2  | 1 | 11 | 13 | 37 | -24  |
| 8    | Atlètic Club d'Escaldes P | 6   | 14 | 2  | 0 | 12 | 11 | 49 | -38  |

| Légende : Qualifications et relégations | Légende : Qualifications et relégations                                                           |
| --------------------------------------- | ------------------------------------------------------------------------------------------------- |
|                                         | Qualifié pour le tour des champions                                                               |
|                                         | Qualifié pour le tour de relégation                                                               |
|                                         | T : Tenant du titre 2003-2004 P : Promu en 2003-2004 C : Vainqueur de la Coupe de la Constitution |

#### Matchs
| Résultats (▼dom., ►ext.)                                   | Atl | Enc | Int | Lus | Pri | Ran | FCSC | UESJ |
| Atlètic Club d'Escaldes                                    |     | 3-0 | 0-4 | 1-3 | 0-2 | 1-4 | 0-5  | 0-2  |
| FC Encamp                                                  | 2-0 |     | 0-3 | 1-2 | 0-2 | 0-2 | 2-6  | 0-2  |
| Inter Club d'Escaldes                                      | 5-3 | 0-0 |     | 1-1 | 1-0 | 3-8 | 2-3  | 0-5  |
| FC Lusitanos                                               | 0-1 | 2-3 | 1-2 |     | 0-1 | 0-2 | 0-3  | 1-7  |
| CE Principat                                               | 5-2 | 1-1 | 4-3 | 2-0 |     | 0-1 | 0-5  | 0-2  |
| FC Ranger's                                                | 8-0 | 3-0 | 5-0 | 5-1 | 2-0 |     | 3-2  | 0-3  |
| FC Santa Coloma                                            | 5-0 | 3-1 | 4-1 | 3-1 | 3-2 | 0-1 |      | 1-0  |
| UE Sant Julià                                              | 4-0 | 3-1 | 3-2 | 5-1 | 1-0 | 3-2 | 2-0  |      |
| - Victoire à domicile - Match nul - Victoire à l'extérieur |     |     |     |     |     |     |      |      |

### Phase 2

#### Classements
Les classements sont établis sur le barème de points classique (victoire à 3 points, match nul à 1, défaite à 0).
Pour départager les égalités, on tient d'abord compte de la différence de buts générale, puis du nombre de buts marqués, puis des confrontations directes et enfin si la qualification ou la relégation est en jeu, les deux équipes jouent une rencontre d'appui sur terrain neutre.
| Rang | Équipe              | Pts | J  | G  | N | P  | Bp | Bc | Diff |
| ---- | ------------------- | --- | -- | -- | - | -- | -- | -- | ---- |
| 1    | UE Sant Julià       | 54  | 20 | 18 | 0 | 2  | 61 | 14 | +47  |
| 2    | FC Ranger's         | 51  | 20 | 17 | 0 | 3  | 59 | 15 | +44  |
| 3    | FC Santa Coloma T C | 37  | 20 | 12 | 1 | 7  | 50 | 26 | +24  |
| 4    | CE Principat        | 20  | 20 | 6  | 2 | 12 | 23 | 45 | -22  |

| Rang | Équipe                    | Pts | J  | G | N | P  | Bp | Bc | Diff |
| ---- | ------------------------- | --- | -- | - | - | -- | -- | -- | ---- |
| 5    | Inter Club d'Escaldes     | 25  | 20 | 7 | 4 | 9  | 36 | 44 | -8   |
| 6    | FC Lusitanos              | 17  | 20 | 5 | 2 | 13 | 24 | 48 | -24  |
| 7    | Atlètic Club d'Escaldes P | 15  | 20 | 5 | 0 | 15 | 19 | 58 | -39  |
| 8    | FC Encamp                 | 15  | 20 | 4 | 3 | 13 | 19 | 41 | -22  |

| Légende : Qualifications et relégations | Légende : Qualifications et relégations                                                           |
| --------------------------------------- | ------------------------------------------------------------------------------------------------- |
|                                         | Coupe UEFA 2005-2006 (1er Tour de qualification)                                                  |
|                                         | Coupe Intertoto 2005 (1er Tour)                                                                   |
|                                         | Relégation en Segona Divisió                                                                      |
|                                         | T : Tenant du titre 2003-2004 P : Promu en 2003-2004 C : Vainqueur de la Coupe de la Constitution |

#### Matchs
| Résultats (▼dom., ►ext.)                                   | Pri | Ran | FCSC | UESJ |
| CE Principat                                               |     | 0-5 | 1-2  | 1-4  |
| FC Ranger's                                                | 3-0 |     | 2-0  | 0-1  |
| FC Santa Coloma                                            | 2-2 | 0-1 |      | 1-2  |
| UE Sant Julià                                              | 8-0 | 1-2 | 3-2  |      |
| - Victoire à domicile - Match nul - Victoire à l'extérieur |     |     |      |      |

| Résultats (▼dom., ►ext.)                                   | Atl | Enc | Int | Lus |
| Atlètic Club d'Escaldes                                    |     | 3-0 | 3-2 | 1-2 |
| FC Encamp                                                  | 2-0 |     | 0-0 | 4-2 |
| Inter Club d'Escaldes                                      | 0-1 | 2-1 |     | 2-2 |
| FC Lusitanos                                               | 3-0 | 2-1 | 0-3 |     |
| - Victoire à domicile - Match nul - Victoire à l'extérieur |     |     |     |     |

## Bilan de la saison
| Tableau d'Honneur        |                 |
| Compétition              | Vainqueur       |
| Primera Divisió          | UE Sant Julià   |
| Coupe de la Constitution | FC Santa Coloma |
| Supercoupe d'Andorre     | UE Sant Julià   |

| Qualifications européennes 2005-2006 |               |
| Coupe UEFA                           | Qualifiés     |
| 1er tour de qualification            | UE Sant Julià |
| Coupe Intertoto                      | Qualifiés     |
| 1er tour                             | FC Ranger's   |

| Promotions et relégations  |               |
| Relégués en Segona Divisió | FC Encamp     |
| Promus de Segona Divisió   | UE Extremenya |